# Изопрен
Изопрен (2-метил-1,3-бутадиен, СН2=С(СН3)–СН=СН2) е ненаситен въглеводород алкадиенов тип (CnH2n−2), безцветна течност, разтворим в спирт.
Изопренът се полимеризира, давайки изопренов каучук. Изопренът също така влиза в реакция – полимеризация, със съединения от винилов род.
Изопрен се използва широко за получаване на синтетичен каучук.